# Persija Jakarta

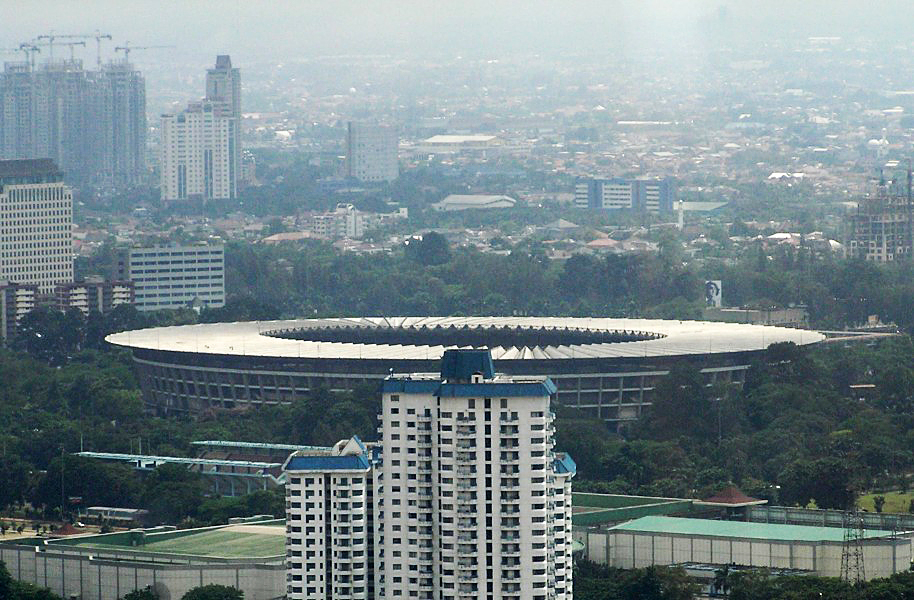
Stadion Sumpah Pemuda

Persatuan Sepak Bola Indonesia Jakarta známý jako Persija Jakarta je fotbalový klub z indonéského města Lampung založený roku 1928. Letopočet založení je i v klubovém emblému. K roku 2016 hraje nejvyšší indonéskou ligu Liga Super Indonesia. Klubové barvy jsou oranžová a bílá. Domácím hřištěm je Stadion Sumpah Pemuda s kapacitou cca 35 000 míst.

## Úspěchy
- Liga Indonesia – 1× vítěz (2001)[2]